# گونتر بشم
کارل-گونتر بِشِم (آلمانی: Karl-Günther Bechem؛ تلفظ آلمانی: [kaʁl ˈɡʏntɐ ˈbɛçəm]؛ زادهٔ ۲۱ دسامبر ۱۹۲۱، درگذشتهٔ ۳ مهٔ ۲۰۱۱) رانندهٔ مسابقات اتومبیل‌رانی فرمول یک اهل آلمان بود که از فصل ۱۹۵۲ تا ۱۹۵۳ در مجموع در دو گراند پری شرکت کرد، اما موفق به کسب هیچ امتیازی نشد.
بشم در ۳ مهٔ ۲۰۱۱ درگذشت.